# سردار کابلی
حیدرقلی کابلی افغانی (۱۴ فوریه ۱۸۷۶ در کابل – ۱۹۵۲ در کرمانشاه)، شناخته شده با نام سردار کابلی، روحانی شیعه اهل افغانستان بود. وی برای تحصیلات حوزوی به نجف رفت و پس از آن برای تبلیغ تشیع در کرمانشاه به این شهر رفت و تا پایان عمر در این شهر زندگی کرد.

## زندگی
حیدرقلی کابلی افغانی در هجدهم محرم ۱۲۹۳ (قمری) در محله شیعه‌نشین قزلباش‌های چنداول در کابل متولد شد. پدرش نورمحمدخان افغانی سردار عالی‌رتبه ارتش مستعمره هند بود. مادر وی به نام مریم ملقب به چوریشاه (در زبان ازبکی به معنای کنیز) دختر یکی از رجال ازبک به نام علی مرادخان و پیرو مذهب حنفی بوده که پس از ازدواج به مذهب تشیع می‌پیوندد. چهار ساله بود که عبدالرحمن‌خان، با حمایت انگلستان به امیری افغانستان رسید و نور محمد خان که از سرداران عالی‌رتبه ارتش بود همراه با خانواده‌اش به لاهور که در آن زمان یکی از ایالات مستعمرهٔ بریتانیا در هند محسوب می‌شد، مهاجرت کرد. سردار کابلی به همراه خانواده اش مدت هفت سال (۱۲۹۷–۱۳۰۴ ق) در لاهور مهاجر بود.
حیدرقلی که فرزند ارشد خانواده بود، در لاهور به مکتب‌خانه و مدارس دولتی بریتانیا رفت. وی در مدت هفت سال پایه‌های علوم جدید را در لاهور فراگرفت و همچنین در مکتب‌خانه، علوم دینی و قرآن آموخت. گفته می‌شود که خانوادهٔ وی در لاهور تحت سختگیری‌ها و آزار دولت مستعمره هند بوده‌اند و به همین دلیل در سال ۱۳۰۴ (قمری) از لاهور به بندر بصره در عراق مهاجرت کردند.

## تحصیلات

### تحصیلات حوزوی
حیدرقلی در عراق به حوزه نجف رفته و نزد افرادی مانند شیخ علی اصغر تبریزی تحصیلات حوزوی خود را آغاز کرد. وی پس از شش سال به درجهٔ اجتهاد رسید و تقریباً از این زمان به نام سردار کابلی شناخته شد. وی همچنین از میرزا محمد علی دشتی و سید یحیی خراسانی، «اجازه» ی نقل روایات دریافت کرد.

### آشنایی با زبان‌های خارجی
سردار کابلی همراه با فراگیری علوم معقول (فلسفه، حکمت و هیئت) و منقول (فقه و اصول)، زبان‌های عربی، انگلیسی، عبری و اردو را نیر فرا گرفت. وی علاوه بر تکلم و محاوره، برخی از تالیفات خود را به این زبان‌ها نگارش کرده و بعضی از کتب خارجی را نیز ترجمه نمود. وی در زمینهٔ زبان عبری پژوهش‌هایی انجام داد و برخی از نظرات دانشمند مسیحی عراق اب انستاس دربارهٔ واژه‌شناسی را رد کرد. سردار کابلی کتاب انجیل برنابا را از عربی به فارسی ترجمه کرده و با نسخه انگلیسی آن تطبیق داد. وی همچنین سروده‌هایی به زبان اردو و انگلیسی دارد.

## مهاجرت به کرمانشاه
سردار کابلی از تاریخ ۱۳۱۰ قمری (۱۸۹۲ میلادی) همراه خانواده به قصد تبلیغ اسلام و انجام رسالت برای تنویر و ارشاد جامعه اسلامی، به کرمانشاه مهاجرت کرد. در آن زمان شهر کرمانشاه بزرگترین شهر غرب ایران و مرکزیت سیاسی این منطقه به حساب می‌آمد.

### زندگی در کرمانشاه
سردار کابلی در کرمانشاه به بحث و وعظ پیرامون مسائل اسلامی می‌پرداخت و می‌کوشید شاگردانش را با خود همراه کند. وی در کرمانشاه با آخوندی به نام شیخ عبدالرحمن شافعی مکی آشنا شد و با وی در ارتباط قرار گرفت و فن کیمیاگری را از وی آموخت. وی مدام به مطالعه یا نوشتن کتاب مشغول بود. گفته می‌شود که کتاب‌های تاج العروس (فرهنگ عربی به عربی در ۲۰ جلد اثر م‍ح‍م‍د ب‍ن م‍ح‍م‍د م‍رت‍ض‍ی زب‍ی‍دی) و دانشنامه بریتانیکا را همیشه در کنار خود داشت و مدام به آن‌ها رجوع می‌کرد. همچنین به صورت پیوسته به مطالعهٔ ریاضیات مشغول بود. وی همچنین به فهرست‌نویسی و حاشیه‌نویسی بر متون قدیمی می‌پرداخت.

## خوش‌نویسی
سردار کابلی در نستعلیق و شکسته نستعلیق توانایی داشت. نمونه این دو خط را می‌توان از حواشی وی بر کتاب «شهاب» تألیف قاضی ابوعبدالله خضاعی و در «غیة التعدیل» مشاهده نمود که هر دو کتاب به طریق افست چاپ گردیده‌است.

## آثار

### تألیف
- الاربعین فی فضائل امیرالمؤمنین، در چهار جلد
- جمع اشعار ابی طالب، به صورت دیوان شعر
- غایة التعدیل فی معرفة الاوزان و المکاییل (این کتاب با مقدمه دکتر عبدالنبی قزلباشان فرزند سردار کابلی و با همکاری شرکت سهامی انتشار در سال ۱۳۵۲ به طبع رسیده‌است)
- تبصرة الحر فی تحقیق الکر
- شرح خطبهٔ حضرت زینب در کوفه
- العلم الشاخص فی اسرار ظلّ الشاخص در اعمال فلکی
- شرح قصیدهٔ لامیه ابیطالب
- تحفة الاجلّه فی معرفة القبله در علم هیئت
- کشف القناع فی تحقیق المیل و الذراع
- شرح تهذیب المنطق
- تحفة الاحباب فی بیان آیات الکتاب
- دُرّ النثیر، سه جلدی
- رساله‌ای در نقد تفسیر طنطاوی
- شرح حدیث امیرالمؤمنین در بیان قُطر و محیط شمس و قمر و بیان اختلاف افقی شمس مطابق با اکتشافات عصر حاضر
- مصابیح القواعد در ریاضیات جدید
- مناهج العرفان فی علم الاوفاق
- رساله‌ای در استخراج اوزان مرکب
- رساله‌ای در معرفت جوّ
- رساله‌ای در اسرار جفر جامع در ۲۸ صفحه
- شرح دعای صباح
- العلق النفیس فیما یطرب به الجلیس
- نظم باب حادی عشر
- رساله‌ای فارسی در معرفت تواریخ مشهوره.
- قبله‌شناسی

### ترجمه
- ترجمهٔ کتاب التحصین فی صفات العارفین
- ترجمهٔ کتاب هندسه مساحت ابتدایی از انگلیسی
- ترجمه الکنز المبذول للغنی و الفقیر از عربی
- ترجمه انجیل برنابا از انگلیسی و عربی که این کتاب با مقدمه مرحوم آیة الله طالقانی به چاپ رسیده‌است.
- ترجمه و شرح دعای ندبه
- مناظرات در ترجمه المراجعات تألیف علامه سید شرف الدین عاملی.

## اظهار نظر دیگران
محمد حسین طباطبایی در کتاب تفسیر المیزان از سردار کابلی یاد می‌کند و می‌نویسد که وی اختلافی را که برای مدت مدیدی در مورد قبله محراب مسجدالنبی وجود داشت حل نمود. او در رساله‌ای تحت عنوان تحفة الاجلة فی معرفة القبلةنشان می‌دهد که محاسبات پیشینیان که نشان می‌داد محراب مسجد که در زمان پیامبر ساخته شده بود نسبت به قبله انحراف داشته درست نبوده‌اند.

## درگذشت
حیدرقلی سردار کابلی، در ۲۷ دی ۱۳۳۱ در حال نماز در ۷۹ سالگی در کرمانشاه درگذشت. پیکر وی پس از برگزاری مراسمی در کرمانشاه طبق وصیت خودش به نجف اشرف انتقال داده شد و در چهارم جمادی‌الاول ۱۳۷۲ (قمری) در وادی‌السلام در جوار حرم علی ابن ابوطالب دفن شد.